# آبشار لوکینگ گلاس
آبشار لوکینگ گلاس (به انگلیسی: Looking Glass Falls) آبشاری است که در کشور ایالات متحده آمریکا واقع شده‌است و بلندترین ریزشگاه آن ۱۸٫۳ متر ارتفاع دارد. حوضهٔ آبریز این آبشار، رود میلس است.